# 김영묵 (1892년)
김영묵(金永默, 1892년 2월 1일 ~ ?)은 일제강점기의 관료로, 본적은 함경북도 길주군 웅평면이다.

## 생애
1915년 관립농림학교를 졸업했으며 함경북도 농업조수(1915년 5월)와 농업기수(1916년 12월)로 재직했다. 1918년부터 1920년까지 함경북도 경흥군 서기를 역임했으며 함경북도 성진군 속(屬, 1921년 ~ 1927년)과 부령군 속(1928년 ~ 1929년), 명천군 속(1930년), 온성군 속(1931년)으로 재직했다.
1931년 12월 28일 함경북도 부령군수로 임명되었으며 1932년 일본 정부로부터 조선 쇼와 5년 국세 조사 기념장을 받았다. 함경북도 검역위원(1932년 9월 ~ 1932년 11월), 조선총독부급소속관서직원 조선어장려시험 임시위원 및 조선지방대우직원 조선어장려시험 임시위원(1934년 ~ 1939년)으로 재직하기도 했으며 함경북도 온성군수(1934년 1월 16일 임명)와 무산군수(1939년 6월 21일 ~ 1940년 3월 13일)를 역임했다.
1935년 10월 1일 조선총독부로부터 시정 25주년 기념표창을 받았으며 1939년 8월 11일 일본 정부로부터 훈6등 서보장을 받았다. 함경북도 온성군수와 무산군수 재직 시절에 일어난 중일 전쟁 당시 전쟁물자 공출 및 조달에 관한 업무, 군대 및 군수폼 등의 수송에 관한 업무, 군인 및 그 유가족에 대한 위문 업무, 국방헌금 모집 업무, 방공방위에 관한 업무, 국방사상 보급 및 선전 업무 등을 수행하는 등 일본의 침략 전쟁에 적극 협력했으며 1940년 4월 29일 중일 전쟁에 협력한 공로를 인정받아 일본 정부로부터 훈6등 단광욱일장을 받았다.
민족문제연구소의 친일인명사전 수록자 명단의 관료 부문, 친일반민족행위진상규명위원회가 발표한 친일반민족행위 705인 명단에 포함되었다.

## 참고자료
- 친일반민족행위진상규명위원회 (2009). 〈김영묵〉. 《친일반민족행위진상규명 보고서 Ⅳ-3》. 서울. 408~414쪽.